# 유추지수
유추지수(Analogy Quotient, AQ)는 1994년 외국의 심리학자들에 의해 소개되기 시작한 이론이다. 경험하지 못한 일이라도 추리할 수 있으며 짐작으로 윤곽을 파악할 수 있는 능력으로 두뇌로 치면 감성, 비논리적 직관, 주관적 사유, 예술적 감각을 이끌어내는 우뇌형에 해당한다. 컴퓨터가 일상화된 미래사회에서 거대용량을 가진 컴퓨터라도 해낼 수 없는 인간 고유의 영역인 유추능력이 21세기에 가장 각광받게 될 것으로 전망된다.